# Municipio de Industrial
El municipio de Industrial (en inglés: Industrial Township) es un municipio ubicado en el condado de St. Louis en el estado estadounidense de Minnesota. En el año 2010 tenía una población de 800 habitantes y una densidad poblacional de 8,56 personas por km².

## Geografía
El municipio de Industrial se encuentra ubicado en las coordenadas 46°53′35″N 92°29′26″O / 46.89306, -92.49056. Según la Oficina del Censo de los Estados Unidos, el municipio tiene una superficie total de 93.48 km², de la cual 92.39 km² corresponden a tierra firme y (1.16%) 1.08 km² es agua.

## Demografía
Según el censo de 2010, había 800 personas residiendo en el municipio de Industrial. La densidad de población era de 8,56 hab./km². De los 800 habitantes, el municipio de Industrial estaba compuesto por el 95.63% blancos, el 0.25% eran afroamericanos, el 2.25% eran amerindios, el 0.25% eran asiáticos, el 0.13% eran isleños del Pacífico, el 0.13% eran de otras razas y el 1.38% pertenecían a dos o más razas. Del total de la población el 1.38% eran hispanos o latinos de cualquier raza.